# عبور ژنرال واشینگتن از رود دلاویر
عبور ژنرال واشینگتن از رود دلاویر (به انگلیسی: Washington Crossing the Delaware)، نام اثری از امانوئل لوتز، نقاش آلمانی‌تبار آمریکایی از یکی از مهم‌ترین وقایع جنگ استقلال آمریکا است.
اثر در اواسط سده ۱۹ میلادی در دو نسخه در دوسلدورف کشیده شد که نخستین نسخه آن در جریان بمباران‌های جنگ جهانی دوم از بین رفت اما نسخه دوم تابلو در ابعاد سه در شش متر به نیویورک منتقل شد و اکنون در مالکیت موزه متروپولیتن هنر قرار دارد.
از این اثر به عنوان یکی از برجسته‌ترین آثار تاریخ هنر آمریکا یاد می‌شود.